# Михаило Јовановић (политичар)
Михаило Јовановић (Београд, 1972) српски је инжењер и политичар. Био је министар телекомуникација и информисања од 2022. до 2024. године.

## Рани живот
Михаило Јовановић је рођен 1972. године у Београду, СР Србија, СФРЈ. Дипломирао је и магистрирао на Електротехничком факултету Универзитета у Београду. Докторирао је у области економије 2012.

## Каријера
Каријеру је започео у Пошти Србије, где је радио у области телекомуникација. Раније је радио и у Телекому Србија. Касније је у априлу 2017. године именован за директора Канцеларије за информационе технологије и електронску управу Владе Србије Блиски је сарадник Ане Брнабић.
Добио је две награде, 2002. и 2022. године, за рад на информационим технологијама. Члан је Инжењерске коморе Србије.

### Министар телекомуникација и информисања
Најављено је 24. октобра 2022. да ће Јовановић обављати функцију министра телекомуникација и информисања у трећој влади Ане Брнабић. Заклетву је положио 26. октобра.

## Лични живот
Јовановић је ожењен и има двоје деце.